# قائمة حكام اليمن
هذه قائمة بأسماء حكام اليمن في العصر الحديث منذ قيام المملكة المتوكلية اليمنية في شمال اليمن عام 1918، وحتى رؤساء الجمهورية العربية اليمنية وجمهورية اليمن الديمقراطية الشعبية بعد الثورتين اليمنيتين في سبتمبر 1962 وأكتوبر 1963 إلى رؤساء الجمهورية اليمنية بعد الوحدة عام 1990.

## المملكة المتوكلية اليمنية (1918 - 1962)
| #                              | الصورة                         | الاسم (ميلاد-وفاة)             | بداية الفترة                   | نهاية الفترة                   | طول فترة الحكم                 |
| إمام المملكة المتوكلية اليمنية | إمام المملكة المتوكلية اليمنية | إمام المملكة المتوكلية اليمنية | إمام المملكة المتوكلية اليمنية | إمام المملكة المتوكلية اليمنية | إمام المملكة المتوكلية اليمنية |
| ------------------------------ | ------------------------------ | ------------------------------ | ------------------------------ | ------------------------------ | ------------------------------ |
| 1                              |                                | يحيى حميد الدين (1869–1948)    | 30 أكتوبر 1918                 | 1926                           | -                              |
| ملك المملكة المتوكلية اليمنية  |                                |                                |                                |                                |                                |
| (1)                            |                                | يحيى حميد الدين (1869–1948)    | 1926                           | 17 فبراير 1948                 | 29 سنوات و110 أيام             |
| 2                              |                                | أحمد بن يحيى (1891–1962)       | 17 فبراير 1948                 | 19 سبتمبر 1962                 | 14 سنوات و214 أيام             |
| 3                              |                                | محمد البدر (1926–1996)         | 19 سبتمبر 1962                 | 26 سبتمبر 1962                 | 7 أيام                         |
| ثورة 26 سبتمبر 1962            |                                |                                |                                |                                |                                |

## الجمهورية العربية اليمنية (1962 - 1990)
| #                              | الصورة                         | الاسم (ميلاد-وفاة)              | بداية الفترة                   | نهاية الفترة                   | الحزب السياسي                  |
| رئيس الجمهورية العربية اليمنية | رئيس الجمهورية العربية اليمنية | رئيس الجمهورية العربية اليمنية  | رئيس الجمهورية العربية اليمنية | رئيس الجمهورية العربية اليمنية | رئيس الجمهورية العربية اليمنية |
| ------------------------------ | ------------------------------ | ------------------------------- | ------------------------------ | ------------------------------ | ------------------------------ |
| 1                              |                                | عبد الله السلال (1917–1994)     | 27 سبتمبر 1962                 | 5 نوفمبر 1967                  | الجيش اليمني                   |
| 2                              |                                | عبد الرحمن الإرياني (1910–1998) | 5 نوفمبر 1967                  | 13 يونيو 1974                  | لا حزب                         |
| 3                              |                                | إبراهيم الحمدي (1943–1977)      | 13 يونيو 1974                  | 11 أكتوبر 1977                 | الجيش اليمني                   |
| 4                              |                                | أحمد الغشمي (1941–1978)         | 11 أكتوبر 1977                 | 24 يونيو 1978                  | الجيش اليمني                   |
| 5                              |                                | عبد الكريم العرشي (1934–2006)   | 24 يونيو 1978                  | 18 يوليو 1978                  | لا حزب                         |
| 6                              |                                | علي عبد الله صالح (2017-1947)   | 18 يوليو 1978                  | 24 أغسطس 1982                  | الجيش اليمني                   |
| (6)                            | 24 أغسطس 1982                  | علي عبد الله صالح (2017-1947)   | 22 مايو 1990                   | المؤتمر الشعبي العام           |                                |
| الوحدة اليمنية 22 مايو 1990    |                                |                                 |                                |                                |                                |

## جمهورية اليمن الديمقراطية الشعبية (1967 - 1990)
| #                                 | الصورة                          | الاسم (ميلاد-وفاة)                    | بداية الفترة                    | نهاية الفترة                    | الحزب السياسي                   |
| رئيس جمهورية جنوب اليمن الشعبية   | رئيس جمهورية جنوب اليمن الشعبية | رئيس جمهورية جنوب اليمن الشعبية       | رئيس جمهورية جنوب اليمن الشعبية | رئيس جمهورية جنوب اليمن الشعبية | رئيس جمهورية جنوب اليمن الشعبية |
| --------------------------------- | ------------------------------- | ------------------------------------- | ------------------------------- | ------------------------------- | ------------------------------- |
| 1                                 |                                 | قحطان محمد الشعبي (1920–1981)         | 30 نوفمبر 1967                  | 22 يونيو 1969                   | الجبهة القومية للتحرير          |
| رئيس مجلس الرئاسة                 |                                 |                                       |                                 |                                 |                                 |
| 2                                 |                                 | سالم ربيع علي (1935–1978)             | 23 يونيو 1969                   | 26 يونيو 1978                   | الجبهة القومية للتحرير          |
| 3                                 |                                 | علي ناصر محمد (1939–)                 | 26 يونيو 1978                   | 21 ديسمبر 1978                  | الجبهة القومية للتحرير          |
| (3)                               | 21 ديسمبر 1978                  | علي ناصر محمد (1939–)                 | 27 ديسمبر 1978                  | الحزب الاشتراكي اليمني          |                                 |
| رئيس هيئة رئاسة مجلس الشعب الأعلى |                                 |                                       |                                 |                                 |                                 |
| 4                                 |                                 | عبد الفتاح إسماعيل الجوفي (1939–1986) | 27 ديسمبر 1978                  | 21 أبريل 1980                   | الحزب الاشتراكي اليمني          |
| (3)                               |                                 | علي ناصر محمد (1939–)                 | 21 أبريل 1980                   | 24 يناير 1986                   | الحزب الاشتراكي اليمني          |
| 5                                 |                                 | حيدر أبو بكر العطاس (1939–)           | 24 يناير 1986                   | 22 مايو 1990                    | الحزب الاشتراكي اليمني          |
| الوحدة اليمنية 22 مايو 1990       |                                 |                                       |                                 |                                 |                                 |

## الجمهورية اليمنية (1990 - الآن)
قامت الوحدة اليمنية في 22 مايو 1990 عن طريق التوقيع النهائي على اتفاقيتها بين الرئيسين علي عبد الله صالح وعلي سالم البيض، لتقوم الجمهورية اليمنية، ويكون علي عبد الله صالح الرئيس، وعلي سالم البيض نائب الرئيس.
| #                                     | الصورة                 | الاسم (ميلاد-وفاة)            | بداية الفترة           | نهاية الفترة           | الحزب السياسي                          |
| رئيس الجمهورية اليمنية                | رئيس الجمهورية اليمنية | رئيس الجمهورية اليمنية        | رئيس الجمهورية اليمنية | رئيس الجمهورية اليمنية | رئيس الجمهورية اليمنية                 |
| ------------------------------------- | ---------------------- | ----------------------------- | ---------------------- | ---------------------- | -------------------------------------- |
| 1                                     |                        | علي عبد الله صالح (2017-1947) | 22 مايو 1990           | 25 فبراير 2012         | المؤتمر الشعبي العام                   |
| 2                                     |                        | عبد ربه منصور هادي (1945- )   | 25 فبراير 2012         | 6 فبراير 2015          | المؤتمر الشعبي العام                   |
| رئيس المجلس السياسي الأعلى (الحوثيون) |                        |                               |                        |                        |                                        |
| 1                                     |                        | محمد علي الحوثي (1979 - )     | 6 فبراير 2015          | 14 أغسطس 2016          | استيلاء أنصار الله الحوثيين على السلطة |
| 2                                     |                        | صالح علي الصماد (1979 -2018)  | 14 أغسطس 2016          | 19 أبريل 2018          | الحوثيون                               |
| 3                                     |                        | مهدي المشاط (1986 -)          | 19 أبريل 2018          | الى الان               | الحوثيون                               |
| رئيس مجلس القيادة الرئاسي في المنفى   |                        |                               |                        |                        |                                        |
| 1                                     |                        | رشاد محمد العليمي (1954- )    | 7 أبريل 2022           | حتى الآن               | المؤتمر الشعبي العام                   |